# Rodrigo Palacio
Rodrigo Sebastián Palacio (* 5. Februar 1982 in Bahía Blanca) ist ein ehemaliger argentinischer Fußballspieler, der zuletzt bei Brescia Calcio unter Vertrag stand. Sein Markenzeichen ist sein Rattenschwanz, den er seit Beginn seiner Fußballkarriere trägt.

## Vereinskarriere
Palacio ist einer der Spieler, die sich von unten bis ganz nach oben durch die argentinischen Ligen gearbeitet hat. Bis 2001 spielte er noch beim viertklassigen Club Bella Vista und wechselte dann zum Erstligaaufsteiger Huracán aus Tres Arroyos. Als nach zwei Jahren der Wiederabstieg kam, wechselte er erst zum Club Atlético Banfield und schließlich 2005 zum Meister Boca Juniors.
Dort gewann der Stürmer nicht nur sofort die Apertura (Meistertitel der ersten Saisonhälfte), sondern auch die Copa Sudamericana, eine Art südamerikanisches UEFA-Cup-Pendant. Dabei erzielte er im Final-Hinspiel gegen die UNAM Pumas ein Tor. Auch die Recopa, das Duell mit dem Sieger der Copa Libertadores, ging an die Bocas. Als in der zweiten Saisonhälfte (Clausura) erneut der Meistertitel in Argentinien geholt wurde, war er mit 12 Toren der Star der Mannschaft.
Mit den Bocas gewann Palacio bis 2009 zwei weitere Meistertitel und zwei weitere Male die Recopa. Außerdem gewann er 2007 die Copa Libertadores, wobei er im Final-Hinspiel gegen Grêmio Porto Alegre einen Treffer erzielen konnte.
2009 wechselte Palacio nach Europa und unterschrieb beim italienischen Klub CFC Genua, wo er in drei Spielzeiten auf 100 Einsätze kam und 38 Tore erzielte. Seine erfolgreichste Spielzeit bei den Genuesen war die Saison 2011/12: In 34 Pflichtspielen konnte er 21 Treffer erzielen.
Zur Saison 2012/13 wechselte er zu Inter Mailand. Dort fügte sich Palacio sofort in die Mannschaft ein und konnte trotz eines Muskelfaserrisses, aufgrund dessen er gegen Saisonende fast zwei Monate pausieren musste, 22 Tore in 39 Pflichtspieleinsätzen erzielen.
Am 22. Dezember 2013 entschied Palacio das prestigeträchtige Mailänder Derby mit einem sehenswerten Hackentor zum 1:0-Endstand in der 86. Minute.
Im Sommer 2017 wechselte Palacio zu Inter Ligakonkurrenten FC Bologna.
Am 18. August 2021 wechselte Palacio zum italienischen Zweitligisten Brescia und beendete nach einer Saison mit sechs Toren und vier Vorlagen in 30 Einsätzen als 40-jähriger seine Karriere. Nach dem Karriereende als aktiver Profifußballer wechselte Palacio zum Basketball und lief im September 2022 erstmals in der lombardischen Serie D für das Basketballteam Garegnano auf.

## Nationalmannschaft
Dank seiner hervorragenden Leistungen bei den Boca Juniors wurde er während der Qualifikationsphase für die Weltmeisterschaft 2006 in Deutschland in die Nationalmannschaft berufen und
in das Aufgebot Argentiniens für die Weltmeisterschaft aufgenommen.
Palacio spielte auch im Aufgebot Argentiniens für die Weltmeisterschaft 2014 und wurde dort ab dem Achtelfinale immer als Joker eingesetzt. Im Finale, das Argentinien gegen Deutschland 0:1 verlor, kam er ebenfalls als Joker in die Partie und vergab in der Verlängerung eine Großchance, als er den Ball über Manuel Neuer, aber auch am deutschen Tor vorbeilupfte.

## Titel und Erfolge
- Copa Libertadores: 2007
- Finalist Copa América 2007
- Copa Sudamericana: 2005
- Recopa Sudamericana: 2005, 2006, 2008
- Argentinischer Meister: 2005-Apertura, 2006-Clausura, 2008-Apertura
- Vizeweltmeister: 2014